# Protaetia agglomerata
Protaetia agglomerata är en skalbaggsart som beskrevs av Semyon Martynovich Solsky 1876. Protaetia agglomerata ingår i släktet Protaetia och familjen Cetoniidae. Inga underarter finns listade i Catalogue of Life.